# Thalictrum squarrosum
Thalictrum squarrosum là một loài thực vật có hoa trong họ Mao lương. Loài này được Stephan ex Willd. miêu tả khoa học đầu tiên năm 1799.